# Penisola di Çeleken
La penisola di Çeleken (in russo Челекен полуостров?) è una penisola situata nel Turkmenistan occidentale, protesa sulle rive orientali del mar Caspio.
La città di Hazar, ex Çeleken, si trova nella penisola, che appartiene amministrativamente alla provincia di Balkan del Turkmenistan.

## Geografia
La penisola di Çeleken è lunga circa 40 km e larga 22 km. È bagnata dal Mar Caspio a ovest e dal golfo di Türkmenbaşy a nord. La penisola ha un clima secco continentale con una precipitazione di 150 mm/anno. L'area è desertica e la parte centrale è un terreno elevato a un'altitudine media di 100 m, con scogliere alte 25 m nella parte centrale della sponda occidentale, mentre la sponda orientale è bassa e sabbiosa.
La penisola ha due strisce di terra all'estremità che corrono da nord a sud; la striscia di terra settentrionale è anche nota come penisola di Kafaldja, mentre il lembo di terra meridionale che corre verso Ogurja Ada (isola Ogurčinskij) è noto come penisola del Derviscio. Di tanto in tanto, come nel 1995, la penisola di Çeleken diventa un'isola, quando il livello delle acque del Caspio sale. Nella penisola sono presenti vulcani di fango.

## Cartografia
La penisola di Çeleken fu precedentemente un'isola. Venne tracciata su una mappa approssimativa per la prima volta nel 1715 da Aleksandr Bekovič-Čerkasskij come "Isola di Çereken". L'area fu mappata da Fëdor Ivanovič Sojmonov, durante la spedizione del Caspio, che esaminò il mar Caspio dal 1719 al 1727 e in alcune mappe del XVIII-XIX secolo apparse come "Neftyanoy" o come "Neftonia". L'isola fu anche descritta in seguito nel 1832 da Grigorij Silyč Karélin, il quale commentò che c'erano quattro tipi di greggio nella penisola di Çeleken. L'isola emerse con la terraferma dopo il 1937.

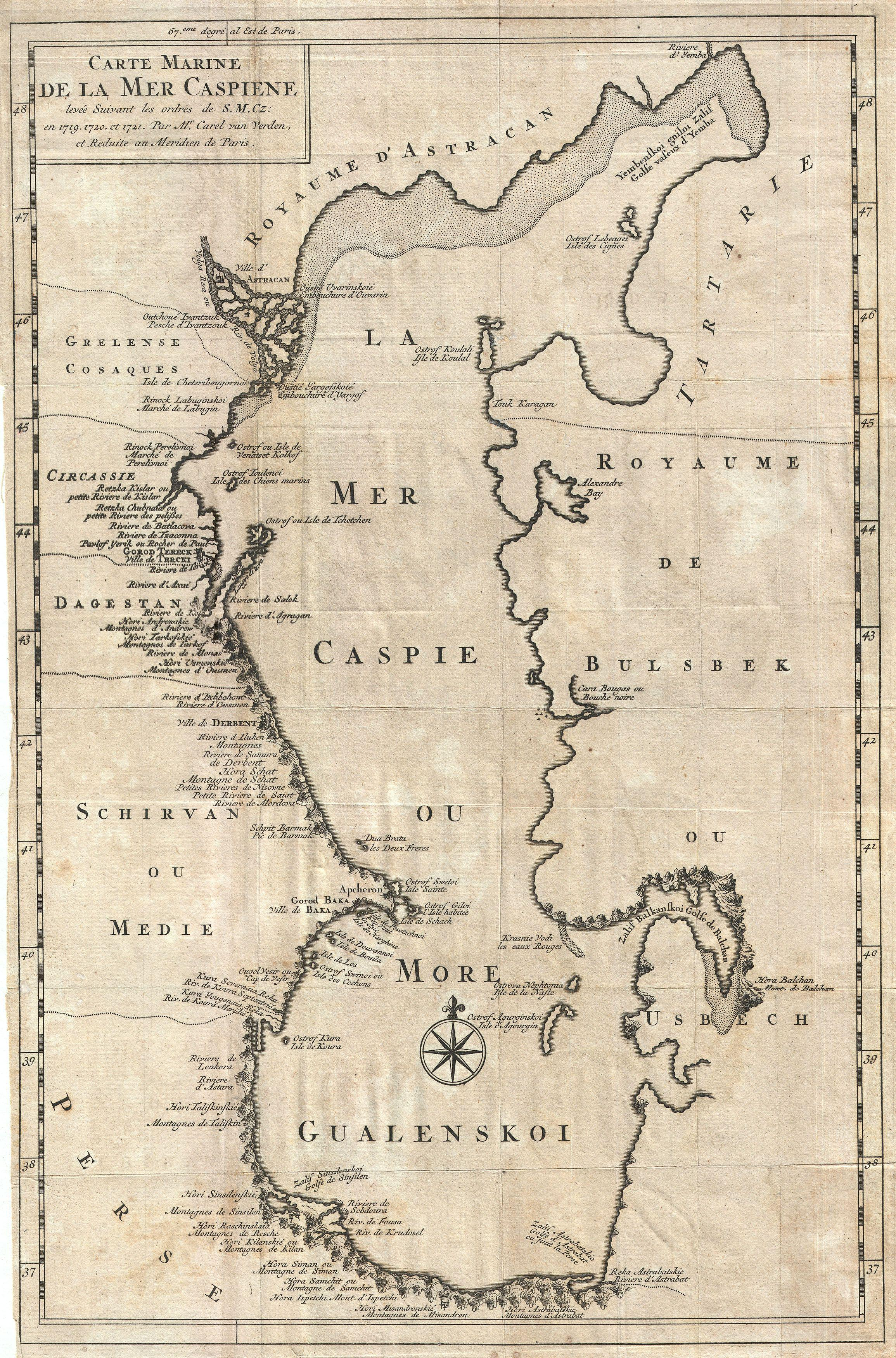
Mappa di Van Verden del 1721 del mar Caspio con Ostrova Neftonia o Île de la Nafte (Isola della Nafta).
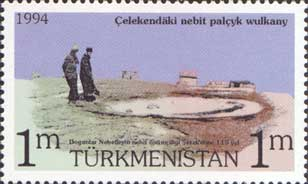
Francobollo del 1994 del Turkmenistan che mostra una miniera di zolfo nella penisola di Çeleken.